# Зв'язок із комп'ютером
Зв'язок із комп'ютером (англ. The Computer Connection) — науково-фантастичний роман американського письменника Альфреда Бестера, вперше опублікований в журналі «Analog Science Fiction» листопаді, грудні 1974 року та січні 1975 року з назвою «Індіанський дарувальник».
Роман був номінований на премію «Неб'юла» за найкращий роман у 1975 році та на премію Г'юго за найкращий роман у 1976 році.

## Зміст
У майбутньому група безсмертних (деякі з них є відомими історичними персонажами, інші з усіх сил намагалися не стати такими), включаючи Герба Веллса, Неда Керзона (на прізвисько Гранд Гіньоль), Гілеля та Сема Піпса, матиме лише одну вимогу членства: не вмирай.
Через свою широку соціальну мережу вони натрапляють на геніального фізика з племені черокі на ім'я Секвойя Ґесс, який сам лише нещодавно дізнався про свою особливість, а також про можливі підступи та лазівки, пов'язані з нею. Це призводить до різких змін у повсякденному житті Ґесса, що є таким же шоком для його друзів, як і для нього самого. У той же час вчені зі всього світу співпрацюють, щоб створити суперкомп'ютер під назвою Екстро, який контролюватиме та керуватиме всією механічною активністю на Землі.
Безсмертні створюють план, щоб непомітно використовувати Екстро, щоб допомогти їм у пошуках знань, і використати частину отриманого досвіду, щоб допомогти йому у виконанні його завдання. Діючи за межами очікуваної поведінки, Екстро натомість захоплює контроль над доктором Ґессом, залишаючи єдиних людей, які знають, що відбувається — Безсмертних і найближчих друзів Ґесса — боротися з серцем і розумом зловмисної машини в тілі Безсмертного, могутньої та геніальної людини, яку неможливо вбити.

## Рецензії
Рецензент Нью-Йорк таймс Джеральд Джонас повідомив, що Бестер намагався, але невдало, «зробити свавілля чеснотою» в «Зв'язку із комп'ютером», і дійшов висновку, що роман «не буде настільки ж цікавим» для читача, як для письменника. Артур Д. Главати, колишній редактор The New York Review of Science Fiction, писав, що книга дає «ненавмисний приклад його власної теми неповернення минулого, і „Зв'язок із комп'ютером“ був великим розчаруванням — заплутаним різноманіттям старих ідей і трюків». Патрік А. Маккарті в рецензії на «Альфреда Бестера» Каролін Венделл 1982 року написав, що її висвітлення «Зв'язку із комп'ютером» є дуже коротким, але досить точним, звертаючи увагу на численні недоліки цього роману".